# Vai (singolo)
Vai è un brano musicale composto, registrato e interpretato dal cantautore italiano Luca Napolitano, estratto come secondo singolo dall'Ep di debutto, Vai.
Il brano presentato nel corso dell'ottava edizione di Amici di Maria De Filippi e pubblicato dalla casa discografica Warner Music Italy è stato reso disponibile per il download digitale il 10 aprile 2009. Il brano è anche incluso nella compilation legata alla trasmissione, Scialla, pubblicata il 16 gennaio 2009.
La canzone parla di una storia d'amore finita male; la ragazza se n'è andata. Il testo esprime la tristezza del ragazzo per l'amore finito e allo stesso tempo la voglia di guardare avanti.

## Tracce
Download digitale
1. Vai - 3:08

## Classifiche
| Classifica | Posizione più alta |
| ---------- | ------------------ |
| FIMI       | 9                  |